# Simon Atwell
Simon Atwell (* 20. Januar 1996) ist ein simbabwischer Sprinter, der sich auf die 400-Meter-Distanz spezialisiert hat.

## Sportliche Laufbahn
Erste internationale Erfahrungen sammelte Simon Atwell im Jahr 2022, als er bei den Afrikameisterschaften in Port Louis mit 48,36 s in der ersten Runde im 400-Meter-Lauf ausschied. 2024 kam er bei den Afrikaspielen in Accra mit 48,91 s nicht über den Vorlauf über 400 Meter hinaus und belegte mit der simbabwischen 4-mal-400-Meter-Staffel in 3:06,08 min den sechsten Platz.
2020 wurde Atwell simbabwischer Meister im 400-Meter-Lauf.

## Bestleistungen
- 200 Meter: 21,15 s (+0,5 m/s), 27. Mai 2023 in Sasolburg
- 400 Meter: 46,79 s, 22. Mai 2022 in Lusaka